# Челищев, Александр Александрович
Александр Александрович Челищев (29 декабря 1797 — 4 января 1881) — штабс-капитан, участник Отечественной войны 1812 года; член Союза Благоденствия.
Сын генерал-лейтенант Александра Ивановича Челищева (ум. 1821) от брака его с Марией Николаевной Огарёвой (1756—1842). Как и старший брат Николай, с 1808 года воспитывался в Пажеском корпусе. 29 августа 1812 года выпущен прапорщиком в 49 егерский полк и вскоре уже участвовал в сражении под Малоярославцем.
В составе Силезской армии дошел до Парижа. В апреле 1814 года за отличия в боях произведен в подпоручики и переведен в лейб-гвардии Егерский полк. С 1817 году — поручик, с 1820 года — штабс-капитан.
Состоял членом Союза Благоденствия. 20 марта 1822 года переведен в 16 егерский полк, вероятно, в связи с участием в так называемом «норовской истории». После роспуска Союза Благоденствия, по свидетельству Н. М. Муравьева, вошёл в тайное общество, но в делах его фактически не участвовал.
После восстания декабристов Челищев избежал наказания, однако следственный комитет собрал о нём сведения и некоторое время он находился под надзором. В 1827 году вышел в отставку в чине майора.
Все последующие годы он жил в своем поместье в Медынском уезде Калужской губернии. Владел селом Мошарово с деревнями Киреевой и Махониной. Село перешло к нему от деда, Николая Гавриловича Огарёва.
Скончался в Петербурге и похоронен на Преображенском православном кладбище. Могила не сохранилась.

## Семья
Жена (с 6 июля 1833 года) — Наталья Алексеевна Пушкина (1806—1870), дочь генерал-майора Алексея Михайловна Пушкина (1771—1825) от брака его с Еленой Григорьевной Воейковой (1778—1833). Дети:
- Александр (05.05.1835[5]— ?), родился в Москве в доме дяди сенатора Н. А. Челищева, крещен 13 мая 1835 года в церкви Илии Пророка Обыденного при восприемстве дяди И. А. Пушкина и тетки Е. А. Кологривовой.
- Владимир (1836—1855), близнец с братом.
- Алексей (1836—1894), генерал-лейтенант.
- Мария (1840— ?), нигилистка, участница «Знаменской коммуны», привлекалась к суду Сената. Состояла в гражданском браке с публицистом А. А. Козловым, их сын религиозный философ Сергей Аскольдов.
- Екатерина (1845— ?)